# قائمة أمراء البحر العثمانيين
أمير البحر (بالتركية العثمانية: ريس أو ريس باشا) (بالتركية: reis) رتبة عسكرية عليا في البحرية العثمانية   وتختلف عن رتبة قبطان باشا الذي كان كبير أمراء البحر في الأسطول العثماني.
- كمال ريس (ق.1451م – 1511م)
- پيري ريس (1465/70م–1553م)
- عروج بربروس (ق.1474م-1518م)

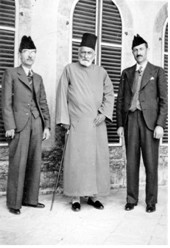
أمير البحر اسماعيل الجليلي (1865م-1943م)، مع ولديهِ محمد صديق الجليلي (1903م-1980م)، وعبد القادر الجليلي (1914م-1995م)، في عام 1940م.

- كوردوغلو مصلح الدين ريس (1487م – 1535م)
- خير الدين بربروس (ق.1500م - 1545م)
- تورغوت ريس (1485م – 23 يونيو 1565م)
- سيدي علي ريس (1498م-1563م)
- كوردوغلو خضر ريس (القرن 16-1570م)
- أيدين ريس (توفي 1535م)
- مراد ريس (ق.1534م-1609م)
- مصطفى قبلان (أمير البحر من 1663م-1672م ومن 1677م-1680م أثناء حرب كريت)
- أبو بكر باشا (1670م – 1757/1758م)
- حسن رامي باشا (1842م-1923م)